# リャオニンゴサウルス
リャオニンゴサウルス (学名 Liaoningosaurus) は前期白亜紀に生息していた曲竜類（鎧竜類）の恐竜。ほぼ完全な骨格が1体のみ発見されており、全長は約31.2cm。脊椎骨の癒合が進んでいないことから幼体と考えられている。爪は四肢共に鋭く、腹部にも発達した装甲をもつ。この装甲が邪魔になり、四肢を完全に直立させた歩行は出来なかったと考えられている。